# Gran Premi de San Marino de 2000
Resultats del Gran Premi de San Marino de la temporada 2000 disputat a l'Autodromo Enzo e Dino Ferrari d'Imola el 9 d'abril del 2000.

## Classificació
| Pos | No | Pilot                 | Equip                  | Voltes | Temps/ Retirada   | Pos. de sortida | Punts |
| --- | -- | --------------------- | ---------------------- | ------ | ----------------- | --------------- | ----- |
| 1   | 3  | Michael Schumacher    | Ferrari                | 62     | 1h 31' 40. 2      | 2               | 10    |
| 2   | 1  | Mika Häkkinen         | McLaren - Mercedes     | 62     | + 1.168 s         | 1               | 6     |
| 3   | 2  | David Coulthard       | McLaren - Mercedes     | 62     | + 51.008 s        | 3               | 4     |
| 4   | 4  | Rubens Barrichello    | Ferrari                | 62     | + 1' 29.276 min.  | 4               | 3     |
| 5   | 22 | Jacques Villeneuve    | BAR - Honda            | 61     | + 1 Volta         | 9               | 2     |
| 6   | 17 | Mika Salo             | Sauber - Petronas      | 61     | + 1 Volta         | 12              | 1     |
| 7   | 7  | Eddie Irvine          | Jaguar - Cosworth      | 61     | + 1 Volta         | 7               |       |
| 8   | 16 | Pedro Diniz           | Sauber - Petronas      | 61     | + 1 Volta         | 10              |       |
| 9   | 12 | Alexander Wurz        | Benetton - Playlife    | 61     | + 1 Volta         | 11              |       |
| 10  | 8  | Johnny Herbert        | Jaguar - Cosworth      | 61     | + 1 Volta         | 17              |       |
| 11  | 11 | Giancarlo Fisichella  | Benetton - Playlife    | 61     | + 1 Volta         | 19              |       |
| 12  | 23 | Ricardo Zonta         | BAR - Honda            | 61     | + 1 Volta         | 14              |       |
| 13  | 21 | Gaston Mazzacane      | Minardi - Fondmetal    | 60     | + 2 Voltes        | 20              |       |
| 14  | 19 | Jos Verstappen        | Arrows - Supertec      | 59     | + 3 Voltes        | 16              |       |
| 15  | 6  | Jarno Trulli          | Jordan - Mugen - Honda | 58     | Caixa canvi       | 8               |       |
| Ret | 18 | Pedro de la Rosa      | Arrows - Supertec      | 49     | Virolla           | 13              |       |
| Ret | 9  | Ralf Schumacher       | Williams - BMW         | 45     | Alim. combustible | 5               |       |
| Ret | 14 | Jean Alesi            | Prost - Peugeot        | 25     | Hidràulics        | 15              |       |
| Ret | 15 | Nick Heidfeld         | Prost - Peugeot        | 22     | Hidràulics        | 22              |       |
| Ret | 10 | Jenson Button         | Williams - BMW         | 5      | Motor             | 18              |       |
| Ret | 20 | Marc Gené             | Minardi - Fondmetal    | 5      | Virolla           | 21              |       |
| Ret | 5  | Heinz-Harald Frentzen | Jordan - Mugen - Honda | 4      | Caixa canvi       | 6               |       |

## Altres
- Pole: Mika Häkkinen 	1' 24. 714

- Volta ràpida: Mika Häkkinen 1' 26. 523 (a la volta 60)